# Manuel Abella
Manuel Abella Peligero (Pedrola, 9 de abril de 1763-1817) fue un historiador y numismático de España.
Comenzó sus estudios en el Colegio de las Escuelas-Pías de Zaragoza y cursó Filosofía en la Universidad, cuya cátedra regentó un año por enfermedad y ausencia del propietario. Estudió cuatro años de Teología y se dedicó enteramente a la Jurisprudencia, siendo el primero que defendió conclusiones públicas sobre derecho natural público, etc., en la Universidad de Zaragoza.
Unida la familia de Abella por antiguos lazos de amistad con el Duque de Villahermosa, pasó a la corte para arreglar el archivo de aquel personaje: frecuentó las academias que existían en Madrid y formó el nuevo plan de sus estudios, los cuales completó con los de Paleografía, Antiquaria, Numismática y Diplomática.
Tuvo a su cargo el cuidado de la rica y selecta Biblioteca del sabio último Duque de Villahermosa, perfeccionando así sus conocimientos biográficos. Siguiendo el método de Fabricio, trabajó en una Bibliotoca latina de todos los autores que contenía la del Duque.
En 1795 fue autorizado por el rey para reconocer todos los archivos y bibliotecas de España y reunir los escritores coetáneos de su historia y formar una colección diplomática lo más completa posible. A fin de dicho año imprimió el libro Noticia y plan de un viaje literario para reconocer archivos y formar la Colección Diplomática de España.
Para corresponder a la confianza que el Ministerio le dispensaba redactó el Índice de escritores MSS., que tratan de nuestra historia y de las bibliotecas en que se hallan. Reconoció el Archivo de Monserrate de Madrid. Pasó al Escorial, donde estuvo cerca de dos años copiando cuanto podía ser útil a su vasta obra. Ocho meses estuvo en Barcelona, donde registró el Archivo de la Corona de Aragón, reuniendo después de tanto trabajo en 34 tomos muchas estimables antigüedades de nuestra historia desde los siglos remotos.
Su preocupación por la numismática se demuestra en sus trabajos sobre monedas medievales castellanas.

## Obras
- El Cronicón de Isidoro Pacense, ilustrado con notas históricas y varias observaciones.
- Disertación sobre los Monasterios Dúplices o Mixtos que hubo en España, leída en la Real Academia de la Historia al tomar posesión de la plaza de Académico.
- Cronología de los Mahometanos en España desde su entrada hasta fin del siglo VIII.
- Por comisión de la Real Academia de la Historia trabajó la mayor parte de los Artículos del Diccionario Geográfico-Histórico del Reino de Navarra, muchos de la Provincia de Guipúzcoa y del Reino de Aragón.
- Varias Memorias breves sobre la Paleografía y Diplomática Española.
- Razón de las monedas de Castilla en tiempos de Alfonso VIII.